# Mistrzostwa Wspólnoty Narodów w boksie 1996
Mistrzostwa Wspólnoty Narodów w boksie 1996 − 2. edycja mistrzostw Wspólnoty Narodów w boksie. Rywalizacja miała miejsce w Mmabatho. Druga edycja odbyła się dopiero po 13 latach od rozpoczęcia bokserskich mistrzostw Wspólnoty Narodów. Zawodnicy rywalizowali w dwunastu kategoriach wagowych.

## Medaliści
| Kategoria wagowa               | Złoto                  | Srebro           | Brąz                              |
| Waga papierowa (-48 kg)        | Miti Dalisani          | Russell Laing    | Phumzile Matyhila Tom Waruinge    |
| Waga musza (-51 kg)            | Damaen Kelly           | Alfred Tetteh    | Hussein Hussein Hamisi Shaban     |
| Waga kogucia (-54 kg)          | Theo Modise            | Oscar Chongo     | Robert Motota Alex Arthur         |
| Waga piórkowa (-57 kg)         | Phillip N'dou          | Adrian Patterson | Daniel Botford Christopher Mpande |
| Waga lekka (-60 kg)            | Elvis Makama           | Denis Zimba      | Ben Odamattey John Simpson        |
| Waga lekkopółśrednia (-63,5kg) | Michael Strange        | Davis Mwale      | Ali Nuumbembe Steve McLevy        |
| Waga półśrednia (-67 kg)       | Lyndon Hosking         | Michael Blaney   | Christopher Unyolo Muzi Mhlanga   |
| Waga junior średnia (-71 kg)   | Evans Ashira           | Kevin Short      | Michael Jones Johan Mulder        |
| Waga średnia (-75 kg)          | Andrew Lowe            | Robert Marinović | Michael Baloyi Dan Mathunjawa     |
| Waga półciężka (-81 kg)        | Stephen Kirk           | John McCarthy    | Dan Otieno Courtney Fry           |
| Waga ciężka (-91 kg)           | Omar Ahmed             | Aloryi Mensah    | Anoli Hashim Michael Nel          |
| Waga super ciężka (+91 kg)     | Jean-Francois Bergeron | David Anyim      | Payfaii Falamoe Kevin McCormack   |